# خواص شیمیایی
[[File:2006-01-15 coin on water retouched.jpg|thumb|
، 

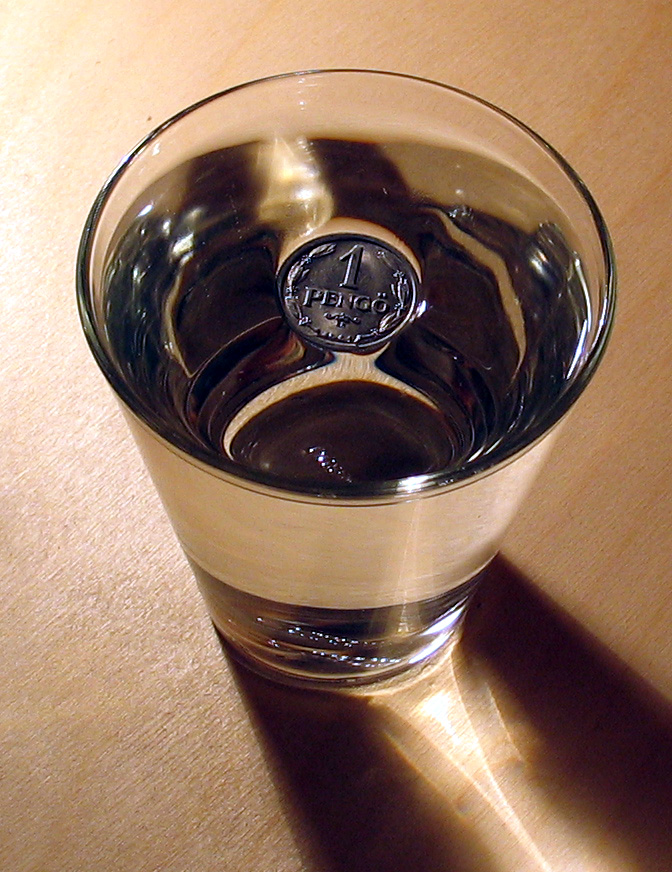
سکه بر روی آب، وسط|این یکی از ویژگی‌های فیزیکی آب است که قابل اندازه‌گیری است

خواص شیمیایی یا ویژگی‌های شیمیایی (به انگلیسی: Chemical property)، هر ویژگی از ویژگی‌های شیمیایی یکی از مواد است که در طول یا پس از یک واکنش شیمیایی آشکار می‌شود، این هرگونه کیفیتی است که تنها می‌تواند با تغییر هویت شیمیایی یک ماده به وجود آید. به زبانی ساده‌تر، ویژگی‌های شیمیایی را نمی‌توان تنها با مشاهده یا لمس کردن ماده تعیین کرد؛ ساختار داخلی ماده باید تا حد زیادی تحت تأثیر قرار گیرد تا خواص شیمیایی آن بررسی شوند. هنگامی که یک ماده زیر یک واکنش شیمیایی می‌رود، شدت خواص آن تغییر خواهد کرد، که نتیجه‌اش تغییر شیمیایی است. با این همه، یک ویژگی کاتالیزوری یا فروکافت نیز یک خاصیت شیمیایی است.
ویژگی‌های شیمیایی را می‌توان با ویژگی‌های فیزیکی مقایسه کرد؛ که آنها برعکس، بدون تغییر ساختار ماده قابل تشخیص هستند. با این حال، برای بسیاری از ویژگی‌ها در محدودهٔ شیمی فیزیکی و دیگر رشته‌ها در مرز بین شیمی و فیزیک، که تمایز می‌تواند موضوعی در راستای نقطه نظر محقق باشد. ویژگی‌های مواد، هر دو فیزیکی و شیمیایی، می‌تواند به عنوان فرارویدادگی مشاهده شود؛ به این معنی که، در برابر اصل واقعیت ملموس، ثانویه است. امکان لایه‌های چندگانهٔ فرارویدادگی نیز وجود دارد.
ویژگی‌های شیمیایی می‌تواند برای ساخت طبقه‌بندی‌های شیمیایی استفاده شود. آن ویژگی‌ها همچنین می‌توانند برای شناسایی یک مادهٔ ناشناخته یا جدا ساختن یا متمایز کردن آن از مواد دیگر مفید باشند.
علم مواد معمولاً ویژگی‌های شیمیایی یک ماده را به عنوان یک راه‌نما برای پی‌بردن به کاربردهای آن مادّه در نظر می‌گیرد.

## مثال
- آنتالپی استاندارد
- سمیت
- پایداری شیمیایی در یک محیط تعریف‌شده
- قابلیت اشتعال توانایی سوختن
- عدد یا عددهای اکسایش ترجیح‌داده‌شده (ارجح)